# Magnetosfera

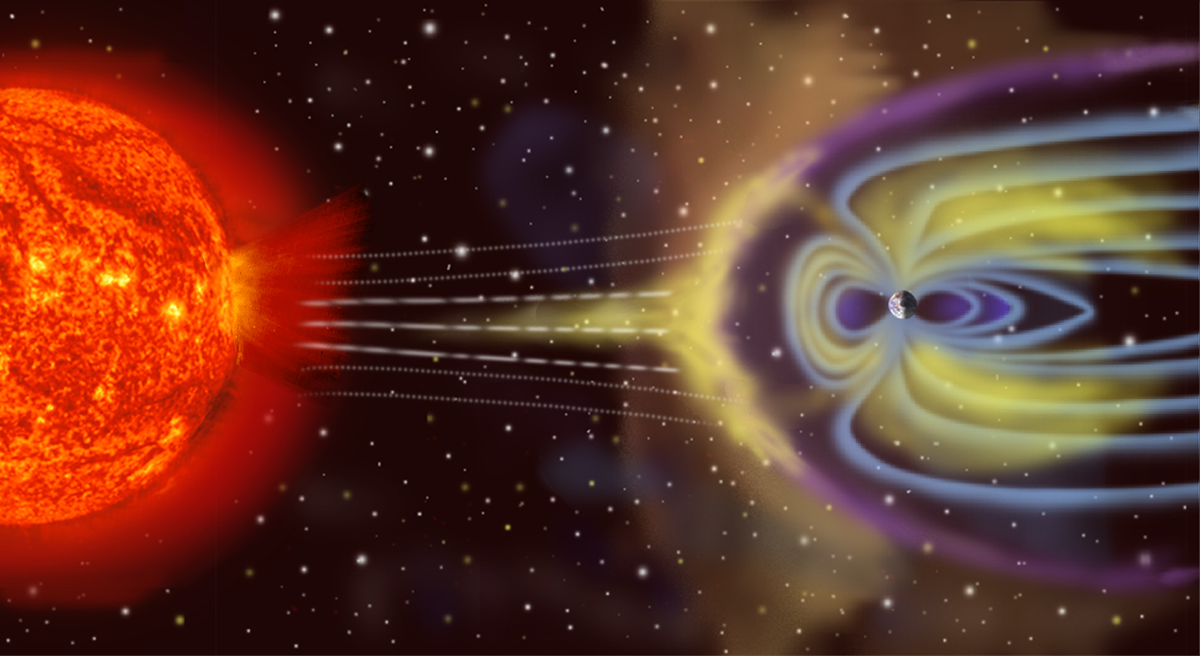
Imagen artística de la magnetosfera terrestre y su interacción con el viento solar

La magnetosfera o agnetosfera, es una capa alrededor de un planeta en la que el campo magnético de este desvía la mayor parte del viento solar formando un escudo protector contra las partículas cargadas de alta energía procedentes del Sol. La magnetosfera terrestre no es única en el sistema solar y todos los planetas con campo magnético —Mercurio, Júpiter, Saturno, Urano y Neptuno— poseen una magnetosfera propia. Ganímedes, satélite de Júpiter, tiene un campo magnético, pero demasiado débil para atrapar el plasma del viento solar. Marte tiene una muy débil magnetización superficial sin magnetosfera exterior.
Las partículas del viento solar que son detenidas forman los cinturones de Van Allen. En los polos magnéticos, las zonas en las que las líneas del campo magnético terrestre penetran en su interior, parte de las partículas cargadas son conducidas sobre la alta atmósfera produciendo las auroras boreales o australes. Tales fenómenos aurorales han sido también observados en Júpiter y Saturno.

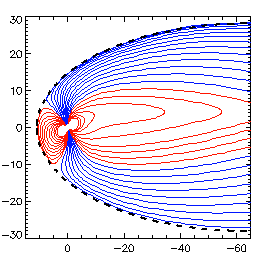
Diagrama creado por la NASA

## Historia

Partes de la magnestosfera

La magnetosfera terrestre fue descubierta en 1958 por el satélite estadounidense Explorer I. Antes de ello se conocían algunos efectos magnéticos en el espacio ya que las erupciones solares producían en ocasiones tormentas magnéticas en la Tierra detectables por medio de ondas de radio. No obstante, nadie sabía cómo o por qué se producían estas corrientes. También era desconocido el viento solar.
Antes de esto, los científicos sabían que fluía la corriente eléctrica en el espacio debido a las erupciones solares. No se sabía, sin embargo, cuándo esas corrientes fluían ni por qué. En agosto y septiembre de 1958, el Ejército de los Estados Unidos inició el Proyecto Argus con el fin de probar una teoría sobre la formación de los cinturones de radiación que pueden tener uso táctico en la guerra.
En 1959, Thomas Gold propuso el nombre de la magnetósfera, cuando escribió: «La región por encima de la ionosfera, en la que el campo magnético de la tierra, predomina sobre las corrientes de gas y partículas rápidas cargadas, se sabe que se extiende en una distancia del orden de 10 radios terrestres, por lo que podría ser llamada apropiadamente como magnetósfera».
La magnetosfera es una capa muy exterior y grande de la atmósfera

## Estructura

Representación de un artista de la estructura de una magnetosfera: 1) Bow shock. 2) Cubierta magnética. 3) Magnetopausia. 4) Magnetosfera. 5) Lóbulo norte de la cola. 6) Lóbulo sur de la cola. 7) Plasmaesfera.

En la parte más externa y amplia de la atmósfera de un planeta, la magnetosfera interacciona con el viento solar en una región denominada magnetopausa que en la dirección al sol es de menor tamaño, y en dirección contraria es  sumamente extendida. En el caso de la Tierra se encuentra a unos 100 000 km y en el caso de Júpiter a más de 4 millones de kilómetros. Por delante de la magnetopausa se encuentra la superficie de choque entre el viento solar y el campo magnético. En esta región el plasma solar se frena rápidamente antes de ser desviado por el resto de la magnetósfera. Las partículas cargadas del viento solar son arrastradas por el campo magnético sobre los polos magnéticos dando lugar a la formación de auroras polares.

### Arco de choque

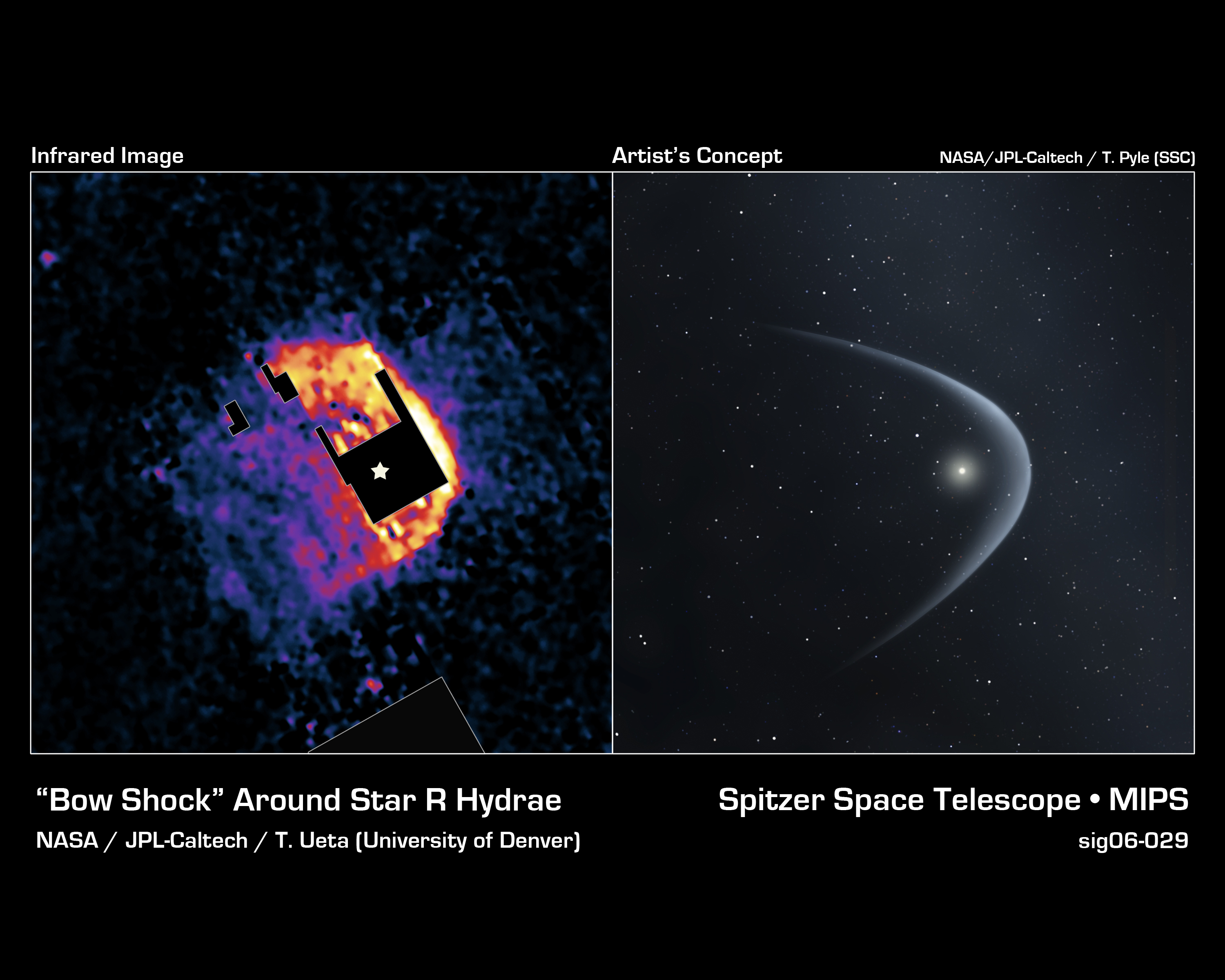
Imagen infrarroja y concepto artístico del arco de choque alrededor de R Hydrae.

El arco de choque forma la capa más externa de la magnetosfera; el límite entre la magnetosfera y el medio ambiente. Para las estrellas, este suele ser el límite entre el viento estelar y el medio interestelar; para los planetas, la velocidad del viento solar allí disminuye a medida que se acerca a la magnetopausa.

### Cubierta magnética
La magnetoenvoltura es la región de la magnetosfera entre el arco de choque y la magnetopausa. Se forma principalmente a partir del viento solar impactado, aunque contiene una pequeña cantidad de plasma de la magnetosfera. 
Es un área que exhibe un alto flujo de energía de partículas, donde la dirección y la magnitud del campo magnético campo varía erráticamente. Esto es causado por la recolección de gas de viento solar que efectivamente se ha sometido a termalización. Actúa como un cojín que transmite la presión del flujo del viento solar y la barrera del campo magnético del objeto.

### Magnetopausa
La magnetopausa es el área de la magnetosfera donde la presión del campo magnético planetario se equilibra con la presión del viento solar. Es la convergencia del viento solar impactado del magnetoheath con el magnético campo del objeto y plasma de la magnetosfera. Debido a que ambos lados de esta convergencia contienen plasma magnetizado, las interacciones entre ellos son complejas. La estructura de la magnetopausa depende del Número de Mach y la beta del plasma, así como del campo magnético. La magnetopausa cambia de tamaño y forma a medida que fluctúa la presión del viento solar.

### Cola magnética
Frente al campo magnético comprimido se encuentra la cola magnética, donde la magnetosfera se extiende mucho más allá del objeto astronómico. Contiene dos lóbulos, denominados lóbulos de la cola norte y sur. Las líneas de campo magnético en el lóbulo norte de la cola apuntan hacia el objeto, mientras que las del lóbulo sur de la cola apuntan hacia el otro lado. Los lóbulos de la cola están casi vacíos, con pocas partículas cargadas que se oponen al flujo del viento solar. Los dos lóbulos están separados por una hoja de plasma, en un área donde el campo magnético es más débil y la densidad de partículas cargadas es mayor.

## Corrientes

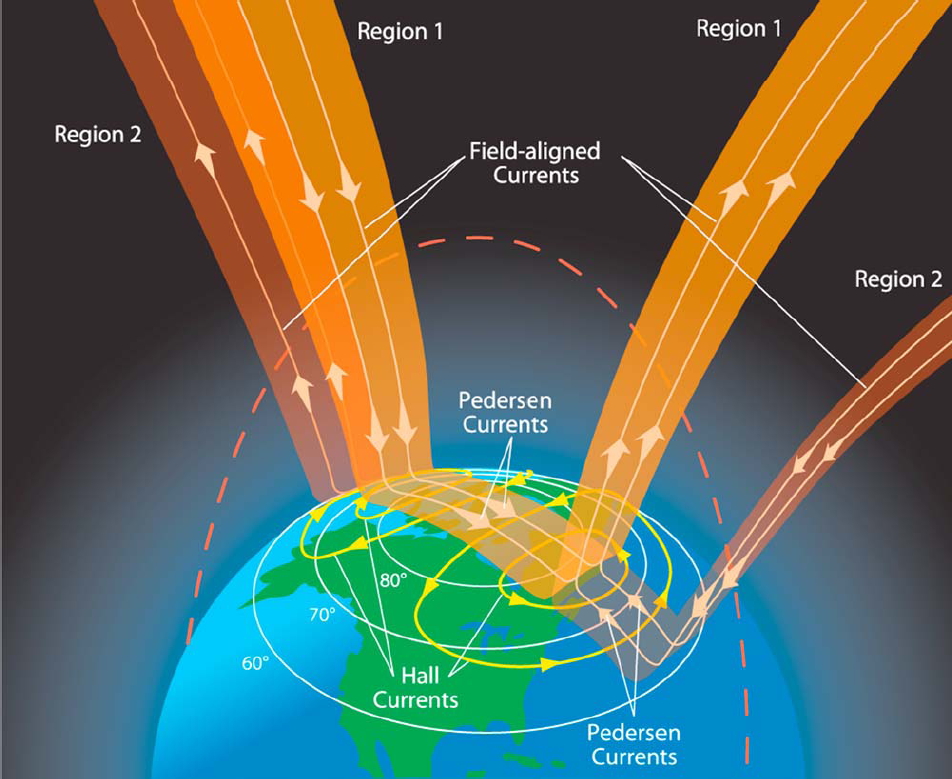
Esquema de las corrientes de Birkeland, Pedersen y Hall.

La interacción del campo magnético del viento solar que pasa con el campo geomagnético da lugar a un efecto dinamo, en el que la Tierra forma el estator y el viento solar el rotor. Esta interacción conduce a una transferencia de energía a la magnetosfera y a un complejo sistema de corrientes eléctricas (campo de convección eléctrica magnetosférico). Las capas exteriores de la atmósfera contienen plasma altamente rarificado, cuyas partículas cargadas se mueven a lo largo de las líneas del campo magnético siguiendo trayectorias en espiral. Este movimiento induce una corriente de capa neutra inducida en la capa neutra. La corriente en anillo se forma en la capa de plasma junto con el campo magnético terrestre.

### Corrientes de Birkeland
La mayoría de las corrientes inducidas son corrientes de Birkeland (en honor a Kristian Birkeland, 1867-1917). Están formadas por electrones que, debido a la fuerza de Lorentz, se mueven en espiral alrededor de las líneas de campo magnético que van del polo norte al polo sur. Estas partículas se mueven prácticamente sin colisiones en el cinturón de radiación (el llamado cinturón de Van Allen) de la atmósfera exterior y, debido a la conservación del momento magnético, se reflejan al acercarse a los polos magnéticos y retroceden hacia el otro polo.
Con el aumento de la actividad solar, hay cada vez más electrones libres energéticos en las capas superiores de la atmósfera, de modo que chocan con los átomos de la atmósfera a una altitud de unos 100 a 150 km y los excitan. Esto da lugar al fenómeno luminoso conocido como aurora boreal.

### Corrientes de Pedersen
Las corrientes de Birkeland se cierran a una altitud de unos 100 a 150 km por las corrientes de Pedersen. La densidad de corriente es de unos pocos amperios por kilómetro cuadrado (o microamperios por metro cuadrado), lo que resulta en una corriente total de varios 10.000 amperios (capa de dinamo ionosférica).

### Corriente anular

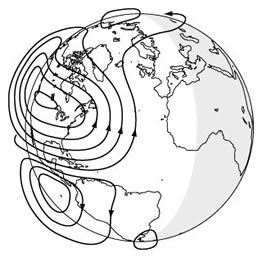
Corrientes eléctricas generadas por el Sol en el lado diurno de la ionosfera

La corriente de anillo terrestre es una corriente eléctrica que fluye alrededor de la Tierra a lo largo del cinturón de Van Allen en el plano ecuatorial en dirección este-oeste. Es transportada por iones con una energía de unos 15 a 200 keV, que se producen durante la ionización de partículas de aire por rayos cósmicos. Sin embargo, estas partículas no sólo se mueven en órbitas espirales alrededor de las líneas de campo, sino que también realizan un movimiento de deriva. Los electrones se mueven de oeste a este, los protones de este a oeste. Esto da lugar a una corriente efectiva en dirección este-oeste. La extensión de esta corriente anular oscila entre unos dos y unos nueve radios terrestres. Aunque las densidades de corriente típicas son de sólo unos pocos miliamperios por metro cuadrado, el enorme volumen da lugar a corrientes de varios megaamperios.
En fases de calma, la corriente anular procede principalmente de la capa de plasma, y más del 90 % de la densidad de energía es transportada por iones de hidrógeno. Cuando se producen tormentas magnéticas, los iones de oxígeno de las capas superiores de la atmósfera adquieren mayor importancia y pueden transportar la mayor parte de la corriente durante las tormentas fuertes.

### Electrochorro polar
Las corrientes de Pedersen provocan un corriente Hall en dirección este-oeste, que se denomina electrochorro polar. El electrochorro puede alcanzar corrientes de más de un millón de amperios durante las tormentas magnéticas y puede variar enormemente en escalas de tiempo de minutos. Junto con las corrientes de Pedersen, esto da lugar a un campo fuertemente fluctuante en la superficie terrestre, que induce fuertes corrientes, sobre todo en conductores largos como líneas de alta tensión y tuberías, que pueden dañar o destruir componentes eléctricos o provocar una mayor corrosión.
Como la atmósfera es un mal conductor eléctrico a una altitud de unos 100 km, las corrientes de Pedersen y los electrojets también provocan un fuerte calentamiento de la atmósfera, lo que lleva a una fuerte expansión - algunas tormentas han llevado a duplicar la densidad del aire en la zona de los satélites en órbitas bajas (hasta unos 800 km) y a una desaceleración correspondientemente mayor debido a la mayor resistencia del aire, y esta expansión también lleva a una mayor entrada de iones de oxígeno en la corriente anular.

## Magnetósfera de la Tierra

Diagrama de la magnetosfera terrestre.

Sobre el ecuador de la Tierra, las líneas de campo magnético se vuelven casi horizontales, para luego volver a conectarse en las altas latitudes. Sin embargo, a grandes altitudes, el campo magnético está significativamente distorsionado por el viento solar y su campo magnético solar. En el lado diurno de la Tierra, el campo magnético está significativamente comprimido por el viento solar hasta una distancia de aproximadamente 65 000 kilómetros (40 389,2 mi). El choque de proa de la Tierra tiene un grosor de unos 17 kilómetros (10,6 mi) y se encuentra a unos 90 000 kilómetros (55 923,5 mi) de la Tierra. La magnetopausa existe a una distancia de varios cientos de kilómetros por encima de la superficie de la Tierra. La magnetopausa de la Tierra ha sido comparada con un tamiz porque permite la entrada de partículas del viento solar. Las inestabilidades Kelvin-Helmholtz se producen cuando grandes remolinos de plasma se desplazan a lo largo del borde de la magnetosfera a una velocidad diferente a la de ésta, haciendo que el plasma se deslice. Esto da lugar a la reconexión magnética, y a medida que las líneas del campo magnético se rompen y vuelven a conectarse, las partículas del viento solar son capaces de entrar en la magnetosfera. En el lado nocturno de la Tierra, el campo magnético se extiende en la magnetocola, que a lo largo supera los 6 300 000 kilómetros (3 914 648,2 mi). La magnetocola de la Tierra es la fuente principal de la aurora polar. Además, los científicos de la NASA han sugerido que la magnetocola de la Tierra podría causar "tormentas de polvo" en la Luna al crear una diferencia de potencial entre el lado diurno y el nocturno.

## Plasmoides
El viento solar y las corrientes en los lóbulos de la cola provocan fuertes distorsiones de las líneas de campo en la capa de plasma de la cola magnética. Si estas distorsiones se vuelven demasiado fuertes (aún no se comprenden los detalles de los procesos), pueden ocurrir pinch-offs como resultado de las reconexiones magnéticas: las partes de las líneas de campo más cercanas a la tierra se cierran para formar más líneas de campo similares a dipolos, mientras que las partes más alejadas de la Tierra forman un plasmoide, una región del espacio llena de plasma con líneas de campo cerradas. Por un lado, el plasmoide es acelerado hacia el exterior por la energía magnética liberada, por otro lado, conduce a un calentamiento de las capas atmosféricas superiores y, por lo tanto, a una retroalimentación intensificada con el sistema de flujo eléctrico.
El proceso de desprendimiento de plasmoides se denomina subtormenta magnética porque inicialmente se consideró solo un subcomponente de las tormentas magnéticas. Hoy, sin embargo, sabemos que la tormenta parcial es un fenómeno que se presenta no solo en las "fases de tormenta" sino también en las fases de calma; el curso es muy similar en ambos casos: una tormenta parcial dura unos 45 minutos y da lugar a un calentamiento del plasma de unos 2 keV. Sin embargo, durante una fase de tormenta, el plasma ya está más caliente al principio (alrededor de 3 a 4 keV en las fases de calma y alrededor de 8 keV en las fases de tormenta) y el ascenso es más pronunciado.